# Stertinius magnificus
Stertinius magnificus là một loài nhện trong họ Salticidae.
Loài này thuộc chi Stertinius. Stertinius magnificus được Anna Maria Sibylla Merian miêu tả năm 1911.